# Суван, Шангыр-оол Монгушевич
Шангыр-оол Монгушевич Суван (род. 7 июля 1949) — прозаик, драматург.

## Биография
Родился 7 июля 1949 года в селе Ак-Дуруг Чаа-Хольского района Тувинской автономной области. Окончил филологический факультет Кызылского государственного педагогического института (1976). Работал учителем в Нарынской средней школе, корреспондентом кожуунной газеты «Улуг-Хем», редактором в Тувинском радиокомитете, заведующим отделом редакции газеты «Шын». Литературную деятельность начал в 1976 году. Работает в жанрах поэзии, прозы, драматургии. «Весна сына» (1976) — первое стихотворение. «Гости из Хун-Херела»(1992) — первая книга. За повесть «Письмо» стал дипломантом на Всероссийском семинаре в городе Пицунда (Грузия). Член Союза писателей России (1999), Союза писателей России (1999). Перевел рассказы Г. Троепольского. В настоящее время работает главным редактором общественно-политических и экономических передач гостелерадиокомпании Республики Тыва.

## Награды и звания
- дипломант Всероссийского семинара в г. Пицунда (Грузия)

## Основные публикации
- «Гости с Хун-Херела» повести, рассказы, пьеса.
- «Мальчик родом из сказки» рассказы
- «Прозвище отца» рассказы
- «Человек-зверь» повесть
- «Туматы» повесть
- «Ноян Хемчика» повесть
- "Снежный барс"повесть